# Maman Bolingo
Pour les articles homonymes, voir Bolingo.
 (mai 2025).
La mise en forme du texte ne suit pas les recommandations de Wikipédia : il faut le « wikifier ».
Les points d'amélioration suivants sont les cas les plus fréquents :
- Les titres sont pré-formatés par le logiciel. Ils ne sont ni en capitales, ni en gras.
- Le texte ne doit pas être écrit en capitales (les noms de famille non plus), ni en gras, ni en italique, ni en « petit »…
- Le gras n'est utilisé que pour surligner le titre de l'article dans l'introduction, une seule fois.
- L'italique est rarement utilisé : mots en langue étrangère, titres d'œuvres, noms de bateaux, etc.
- Les citations ne sont pas en italique mais en corps de texte normal. Elles sont entourées par des guillemets français : « et ».
- Les listes à puces sont à éviter, des paragraphes rédigés étant largement préférés. Les tableaux sont à réserver à la présentation de données structurées (résultats, etc.).
- Les appels de note de bas de page (petits chiffres en exposant, introduits par l'outil «  Source ») sont à placer entre la fin de phrase et le point final[comme ça].
- Les liens internes (vers d'autres articles de Wikipédia) sont à choisir avec parcimonie. Créez des liens vers des articles approfondissant le sujet. Les termes génériques sans rapport avec le sujet sont à éviter, ainsi que les répétitions de liens vers un même terme.
- Les liens externes sont à placer uniquement dans une section « Liens externes », à la fin de l'article. Ces liens sont à choisir avec parcimonie suivant les règles définies. Si un lien sert de source à l'article, son insertion dans le texte est à faire par les notes de bas de page.
- La présentation des références doit suivre les conventions bibliographiques. Il est recommandé d'utiliser les modèles {{Ouvrage}}, {{Chapitre}}, {{Article}}, {{Lien web}} et/ou {{Bibliographie}}. Le mode d'édition visuel peut mettre en forme automatiquement les références.
- Insérer une infobox (cadre d'informations à droite) n'est pas obligatoire pour parachever la mise en page.

Pour une aide détaillée, merci de consulter Aide:Wikification.
Si vous pensez que ces points ont été résolus, vous pouvez retirer ce bandeau et améliorer la mise en forme d'un autre article.
 (avril 2025).
Marie Clémentine Odia Kabasukupa , née le 18 novembre 1957 et mort le 23 mars 2025, plus connue sous le nom de Maman Bolingo, était une actrice congolaise,,. Elle s'est fait connaître grâce à son travail avec la troupe de théâtre Salongo et le Théâtre de chez nous. Forte de plus de quarante ans d'expérience dans le théâtre populaire, elle s'est fait connaître grâce à sa coiffure naturelle unique, qui a inspiré de nombreuses interprètes féminines. Son rôle le plus marquant fut dans le film « Maman Mabé » (2000).

## Biographie
Bolingo est née le 18 novembre 1957 à Mbuji-Mayi, capitale de la province du Kasaï oriental, de Christine Tshituka et Marcel Muboyayi,. Elle a suivi une formation en dramaturgie à l'Institut national des arts (INA) et a poursuivi ses études en audiovisuel à l'Institut congolais de l'audiovisuel, où elle s'est spécialisée en réalisation, tournage et mise en scène.

## Carrière
Bolingo a rejoint la troupe de théâtre « Salongo », fondée par le regretté producteur, metteur en scène et régisseur congolais Tshitenge N'Sana, associé à l'Office zaïrois de radio et de télévision (OZRT), aujourd'hui Radiodiffusion nationale congolaise (RTNC).
Bolingo était reconnue pour sa coiffure distinctive, emblématique du style punk de son époque, ainsi que pour son charisme et son dévouement indéfectible à son art. Elle est aujourd'hui célébrée comme l'une des figures artistiques qui ont revitalisé la culture congolaise sous le régime de Mobutu, une époque où le théâtre, la musique et les arts populaires offraient à la communauté des moments de joie et de convivialité authentiques.

## Vie personnelle
Bolingo a eu cinq enfants, dont trois filles et deux fils.

## La mort
Bolingo est décédée le dimanche 23 mars 2025 au Maroc des suites d'une maladie,. Après plus de deux ans de problèmes de santé, on lui a diagnostiqué une maladie du pancréas. Bolingo a lutté longtemps contre cette maladie et s'est rendue au Maroc pour y être soignée, avec l'aide de Denise Nyakeru Tshisekedi, Première Dame de la République démocratique du Congo.